# Lex Papia
Die Lex Papia („Papisches Gesetz“ oder „Gesetz des Papius“), auch lex Papia de civitate („Gesetz des Papius über das Bürgerrecht“) oder lex Papia de peregrinis exterminandis („Gesetz des Papius über die auszuweisenden Fremden“) ist ein römisches Gesetz aus dem Jahre 65 v. Chr. Die lex Papia ist nach ihrem Urheber benannt, einem nicht weiter bekannten Gaius Papius, Volkstribun 65 v. Chr. und ist nicht identisch mit dem Urheber der lex Papia über die Auslosung der Vestalinnen (Gellius 1, 12, 11 f.) oder der lex Papia über die Erbansprüche der Patrone (Gaius 3, 42).
Das Gesetz schafft die Möglichkeit, einem peregrinus, einem Bürgerschaftsfremden, d. h. einem Freien ohne Bürgerrecht, die verliehene civitas (das römische Bürgerrecht) wieder zu entziehen und diesen auszuweisen, wenn er sie zu Unrecht erworben oder erschlichen hat.
Cicero erwähnt und kritisiert das Gesetz: ... ceteri non modo post civitatem datam, sed etiam post legem Papiam aliquo modo in eorum municipiorum tabulas inrepserunt ... – „einige haben sich nicht nur nach dem verliehenen Bürgerrecht, sondern auch nach der lex Papia auf irgendeine Weise in Bürgerlisten (tabulae) dieser Munizipien (gemeint sind griechische Städte in Süditalien) eingeschlichen“ (Pro Archia 10) ... male etiam, qui peregrinos urbibus uti prohibent eosque exterminant, ut Pennus apud patres nostros, Papius nuper ... – „schlecht auch, wer Fremden untersagt in Städten zu verkehren und sie verbannt, wie Pennus bei unseren Vorfahren, Papius neulich“ (De officiis 3, 11, 47).